# پرین پلن
پرین پلن (فرانسوی: Perrine Pelen‎؛ زادهٔ ۳ ژوئیهٔ ۱۹۶۰) اسکی‌باز آلپاین اهل فرانسه است.
وی همچنین برندهٔ جوایزی همچون لژیون دونور (افسر) شده‌است.